# Solar dos Brigadeiros
La Casa o Solar dos Brigadeiros, també coneguda per Solar dos Gouveia, o per Capitania major de Fonte Arcada, és una casa pairal del segle xviii, reedificada sobre anteriors estructures tardomedievals o renaixentistes, a la vila de Fonte Arcada, al municipi de Sernancelhe, districte de Viseu, a Portugal. La casa es considera d'interés municipal.

## Història
Com que és al bell mig de la zona més antiga és plausible que en aquest espai hagen hagut edificacions rellevants en l'edat mitjana. L'any 960 Fonte Arcada és esmentada en el testament de D. Châmoa Gomes de Pombeiro (Flâmula Rodrigues) i es creu que haja estat després propietat d'Egas Moniz i la seua dona, dels quals va passar a Soeiro Viegas, que la donà a la seua dona i aquesta, a D. Sancha Vermuiz. Aquesta, en conjunt amb els seus fills, va donar carta foral a la població, el 16 de febrer de 1193.
Fins al regnat de D. Dionís, Fonte Arcada estava vinculada al Monestir de Salzedas, i després fou possessió de Fernão Sanches, fill natural de D. Dionís, fins a la seua mort, en què retornà a la corona, el 1329. Posteriorment va pertànyer a l'infant Joan, fill de Pere I i d'Agnés de Castro. El 1401, Joan I va donar la vila a Gonçalo Vaz Coutinho, governant de Trancoso i senyor de Leomil.
El 1470 Fonte Arcada estava en possessió de D. Francisco Coutinho, 3r comte de Redondo. El 1502 António Gouveia Coutinho creà una capella privada annexa a l'església parroquial d'aquesta vila. La família Gouveia entronca en el llinatge dels Coutinho, consorciada amb altres famílies importants de la zona, com els Couraça, propietaris d'altres cases pairals a Fonte Arcada i rodalia. Els homes d'aquesta família van exercir importants càrrecs militars, com ara oficials generals, d'on deriva la denominació de Casa dos Brigadeiros.
El càrrec de brigadier, creat al 1708, es destinava als coronels d'infanteria i cavalleria que acumulaven el comandament d'un regiment amb el comandament d'una brigada, tot i que, al segle xix, equivaldria al de brigadier de milícies, equiparats, al 1864 a general de brigada que va substituir el de general major (també designat mariscal de camp). El Solar dos Gouveia, per la seua disposició amb un gran pati de prop de 500 m2, on es feia la parada militar, va permetre que la casa fos emprada també com a caserna de la capitania major d'ordenances.
Fou una important caserna de defensa regional en el marc de la Guerra del Francés.
L'immoble integra un conjunt patrimonial rellevant de Fonte Arcada que engloba l'església Parroquial (IIP); el Pelourinho de Fonte Arcada (Immoble d'Interés Públic pel Decret núm. 23 122, DG, I Sèrie, núm. 231, d'11 d'Octubre de 1933); la Torre del Rellotge, al turó del Castell, datada de la darrera caserna del segle XVI; altres cases nobles, totes patrimoni de la mateixa família, en concret el Solar del Conde da Azenha (amb portal amb les armes dels Gouveia), la Casa dels Couraça, a l'eixida de Fonte Arcada cap a Bairro de Sâo Martinho; i altres que ostenten les armes dels Gouveia.
En la mateixa regió, a Paço (freguesia de Sendim, municipi de Tabuaço), hi ha el Solar dels Gouveia Couraça (DGPC/IPA.00007901), amb relació evident amb aquesta casa pairal de Fonte Arcada, tant per haver pertangut a la mateixa família, com per evidenciar grans semblances arquitectòniques i constructives, tot i que amb proporcions més modestes. Probablement del mateix arquitecte constructor serà l'església Parroquial de Santa Maria de Sendim (DGPC/IPA.00007900), amb millores de mitjan segle xviii realitzades per ordre de diversos rectors pertanyents a la mateixa família Gouveia.

## Situació
L'edifici es troba en sòl urbà, amb la façana principal cap a l'est, al carrer d'Amoreira i la façana lateral cap al nord, al carrer d'Outeiro. És proper a l'església Parroquial romànica de Fonte Arcada (Immoble d'Interés Públic, Decret núm. 40 361, DG, 1a sèrie, núm. 228 de 20 d'octubre 1955 / ZEP, Ordre núm. 250/2011, DR, 2a sèrie, núm. 17 de 25 gener 2011).

## Característiques
L'edifici és distribuït en tres cossos, originàriament destinats a habitació i també utilitzats com a caserna de la capitania major de Fonte Arcada en el segle XVII i en el XIX. Presenta una planta en U, composta per tres cossos irregulars articulats a l'entorn d'un gran pati central, tancat per mur alt amb merlets decoratius, balustres i pinacles, esquinçat al mig per un portal monumental, i llueix el blasó d'armes de la família Gouveia. La façana principal dona a l'est, regular, però no totalment simètrica. Els cossos nord, oest i sud són composts per dos pisos, l'inferior originàriament destinat a servei (celler, cavallerisses), i el superior destinat a viure. Aquest és un dels més significatius exemplars d'arquitectura civil erudita, de planta en U, en la regió de Beiras i Ribadouro; integra clares influències de caràcter militar, seguint el gust barroc. En destaquen el seu gran pati defensat per un mur alt, i el portal monumental amb merlets i pinacles. Les altres façanes són generalment sòbries i fins austeres. La planta de l'edifici segueix les tendències de l'arquitectura erudita francesa, en especial dels palaus amb “cours d’honneur”. Les cases de planta en U, tancades amb murs alts i amb referències a la dignitat aristòcrata i militar dels titulars, constitueixen una de les tendències més singulars de l'arquitectura portuguesa del segle XVII: n'hi ha alguns exemplars, sobretot a la regió del Minho, però, així i tot, són relativament escasses les cases pairals d'aquest tipus.